# 2301 Whitford
2301 Whitford (1965 WJ) là một tiểu hành tinh vành đai chính được phát hiện ngày 20 tháng 11 năm 1965 bởi Chương trình tiểu hành tinh Indiana ở Đài thiên văn Goethe Link.